# MKZ-crisis (2001)

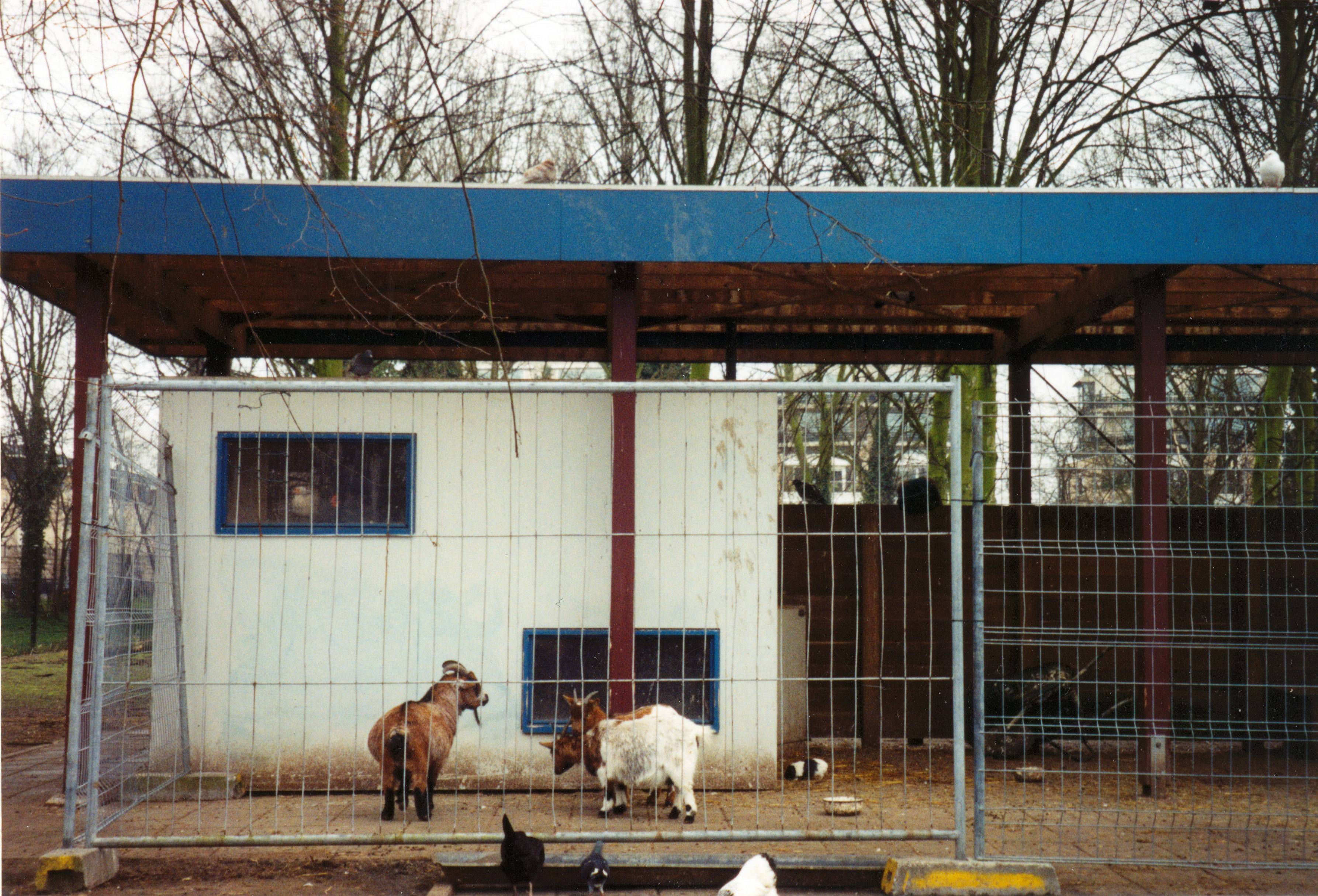
kinderboerderij tijdens de MKZ-crisis 2001

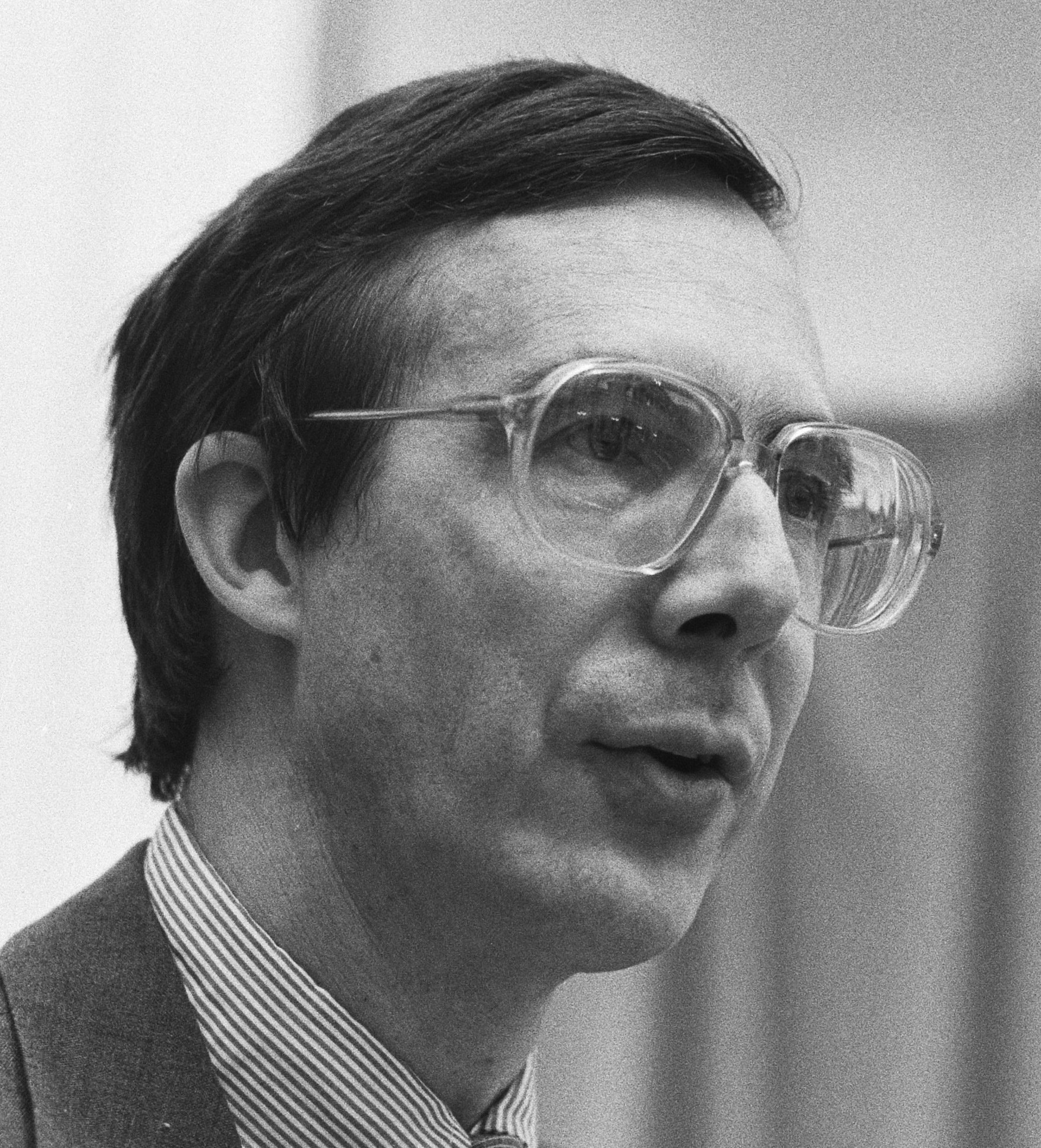
Minister Brinkhorst, D66 (foto uit 1980)

De MKZ-crisis van 2001 was een uitbraak van de veeziekte mond-en-klauwzeer (MKZ) in Europa, die in Nederland door preventieve ruimingen aan ongeveer 300.000 dieren het leven kostte en plaatselijk leidde tot verzet en rellen. De dierziekte die wordt veroorzaakt door een virus kan voorkomen bij evenhoevige dieren. Omdat de ziekte zeer besmettelijk is, maar dieren om economische redenen niet gevaccineerd mogen worden, werden, naast alle evenhoevige dieren op plekken waar een uitbraak van de ziekte was, ook alle gezonde evenhoevige dieren, zoals geiten, schapen, varkens, herten, reeën en runderen, in de omgeving van zo een uitbraak op grote schaal preventief geruimd, dat wil zeggen gedood, afgevoerd en vernietigd, om zo de verspreiding van de virusziekte tegen te gaan. Voor de export was het van groot belang dat Nederland bekend staat als "MKZ-vrij" omdat andere landen anders geen Nederlands vlees zouden toelaten op hun markt.

## Voorgeschiedenis
Tot 1991 werden runderen in Nederland preventief gevaccineerd. In 1991 is de verplichte inenting door de Europese Unie om economische redenen omgezet in een inentingsverbod. De gedachte hierachter was dat eens in de zoveel jaar ruimen bij een uitbraak goedkoper is dan continu alle dieren preventief te vaccineren en dat het zo mogelijk is vee en vlees te exporteren naar landen die uit kostenoverwegingen zelf ook niet vaccineren. Daarom besloot de Europese Unie in 1991 niet meer te vaccineren, maar voortaan tijdens een uitbraak van MKZ in cirkels rond een uitbraak alle dieren die MKZ kunnen krijgen (vrijwel alle vee behalve pluimvee en paarden) preventief te doden.

## Geschiedenis

### Verspreiding van het virus
Op 20 februari 2001 werd er in het Verenigd Koninkrijk bij 20 varkens mond-en-klauwzeer ontdekt. Een maand later werden de eerste gevallen in Nederland vastgesteld. Het virus is vermoedelijk naar Nederland gebracht via kalveren uit Ierland, die tijdens een tussenstop te Mayenne in Frankrijk besmet waren geraakt door contact met schapen uit het Verenigd Koninkrijk. Ook waren er twee gevallen in Frankrijk en één in Ierland. Verder leidde vals alarm tot ruimingen in België, Duitsland, Luxemburg en Spanje. Loos alarm was er verder in Finland, Zweden, Denemarken en Italië. De epidemie werd veroorzaakt door het type "Pan-Asia type 0". Het virus was waarschijnlijk verspreid doordat besmet vlees in onvoldoende gesteriliseerd varkensvoer terechtgekomen was.
De epidemie trof het Verenigd Koninkrijk het hardst; ze begon in februari in Heddon-on-the-Wall in de provincie Northumberland en trof het graafschap Cumbria het zwaarst. In totaal waren er 2000 zieke dieren, werden er tien miljoen dieren afgemaakt en was de financiële schade 8 miljard pond. In oktober 2001 was de epidemie op de Britse eilanden voorbij.
Nederland was met officieel 26 uitbraken het op een na ernstigst getroffen land. Er werd besloten om, in overeenstemming met afspraken met de Europese Unie, op grote schaal preventief te ruimen. Dat betekende dat zowel de dieren op het getroffen bedrijf als alle gezonde dieren, die met MKZ besmet kunnen worden, in de omgeving van dat bedrijf werden gedood, afgevoerd en vernietigd. In Nederland heerste de ziekte in het vaccinatiegebied Oene, ter bestrijding hiervan werden alle evenhoevigen geruimd in de driehoek Apeldoorn–Zwolle–Deventer. Daarnaast waren er twee gevallen in Ee (Friesland) waarvoor geruimd werd, één omstreden geval in Kootwijkerbroek en één in Oosterwolde (Gelderland), dat de aanzet was tot het ruimen van duizenden dieren in Kamperveen. Op ongeveer 2900 bedrijven werden in totaal ongeveer 300.000 evenhoevigen preventief afgemaakt, waarvan bijna 200.000 na vaccinatie. In de weilanden van de als besmet beschouwde gebieden stonden alleen nog paarden; alle evenhoevigen waren geruimd. Nederland was ook het land met de meeste gedode dieren per geval van MKZ. Zo werden er in Nederland 10.400 dieren gedood per ziektegeval, terwijl dat in het Verenigd Koninkrijk 5000 dieren per ziektegeval was. Van de Nederlandse veestapel werd 1,55% geruimd. Vermoed wordt dat de zelfmoord van tussen de 10 en de 17 van de 120 boeren van wie het vee werd geruimd, mede of geheel is veroorzaakt door deze crisis. De financiële schade was 2,8 miljard gulden.

### Moeite met ruimen
Mond-en-klauwzeer is niet gevaarlijk voor mensen en bij de meeste dieren te voorkomen door middel van vaccinatie. De massale ruimingen van gezonde dieren leidden dan ook tot grote verontwaardiging en onbegrip in de samenleving. Dat gold met name voor kinderboerderijen, hobbydieren en hertenkampen omdat deze dieren gewoon vaccineerd zouden kunnen worden omdat ze niet worden gebruikt voor de productie van vlees en melk. Er ontstond ook grote verontwaardiging over het feit dat het ruimen van een kudde Schotse Hooglanders nabij Olst in een bloedbad eindigde doordat het gebruikte kaliber te licht was, waardoor de meeste dieren pas na meerdere schoten dood waren. Ook was er ophef over het preventief ruimen van twee kuddes zeldzame Schoonebeeker schapen. De landelijke overheid overwoog zelfs om al het wild op de Veluwe af te schieten, maar zag daar van af omdat dat juist zou kunnen leiden tot verdere verspreiding van het virus doordat de dieren dan uit paniek zouden kunnen vluchten of doordat opengevallen territoria weer snel opgevuld worden. Per ziektegeval werden in Nederland meer dieren gedood dan in andere landen.
Er was ook verzet in verschillende boerengemeenschappen waar ruimingen plaatsvonden. Vooral de onrust in Kootwijkerbroek nam grote vormen aan omdat men niet geloofde dat het enige verdachte kalf daadwerkelijk besmet was. De ziekteverschijnselen waren niet typerend voor MKZ en van besmettelijkheid is niets gebleken. Bovendien voldeed de laboratoriumtest niet aan de vereisten; er was maar één positieve en een negatieve uitslag werd niet bekendgemaakt, ook niet aan de minister die daardoor de Tweede Kamer foutief informeerde. De bekende viroloog Ab Osterhaus verklaarde hier later in 2019 over: "„Ik zou de uitkomst niet in een wetenschappelijke publicatie voor mijn rekening hebben durven publiceren" en " Na zoveel jaar is het moeilijk om uit te maken of er al dan niet MKZ in Kootwijkerbroek was. Maar als wij het geheel overzien, komt het ons onwaarschijnlijk over". Mogelijk was het laboratoriummonster zelf besmet geraakt of verwisseld.
Ook in Oosterwolde (Gelderland) bleef twijfel bestaan of het bedrijf van de familie Vegt, dat bokjes had gekocht van een bedrijf in Oene werkelijk besmet was, zelf ook besmet was geraakt. De diagnose van de laboratoriumuitslagen berustte op antistoffenbepaling, niet op virusdetectie. In een straal van 10 kilometer rondom het verdachte bedrijf werden 13 bedrijven in het nabijgelegen Kamperveen geruimd.
In 2015 sprak de rechter na 14 jaar procederen als finaal oordeel uit dat in Kamperveen destijds terecht geruimd is. In januari 2020 oordeelde de rechter na bijna 19 jaar procederen definitief dat ook de ruimingen in Kootwijkerbroek terecht waren. In Ee hebben de veehouders zich neergelegd bij de diagnose, al is de wijze van besmetting onduidelijk. Wel heeft men aldaar met succes geprocedeerd tegen strafkortingen, bijvoorbeeld wanneer men te goeder trouw dieren van een familielid op een stukje land had staan.

### Rellen Kootwijkerbroek

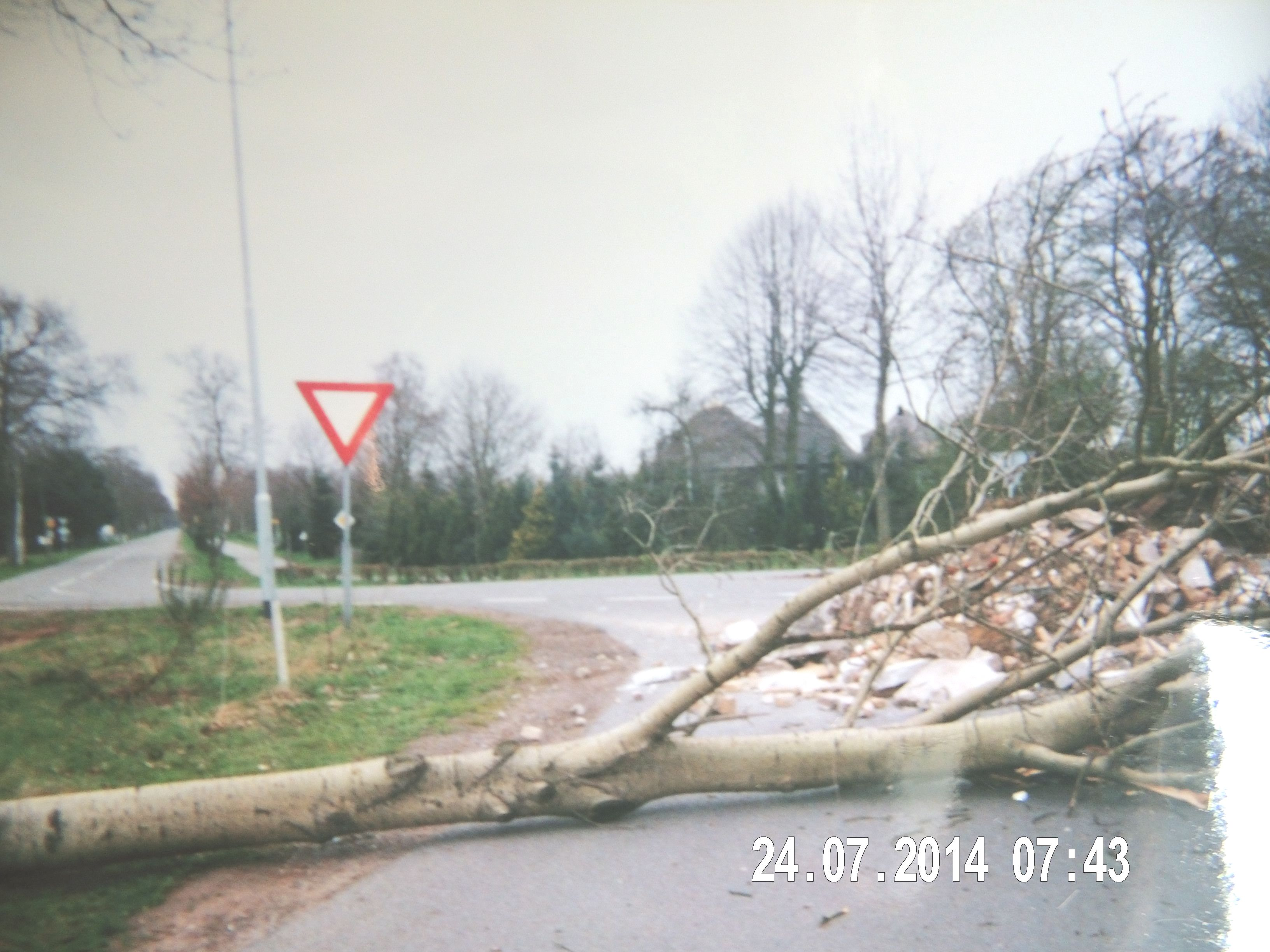
Barricade te Kootwijkerbroek

In Kootwijkerbroek geloofden de boeren en inwoners niet dat er MKZ heerste. De ziekte was op basis van een bloedmonster bij één kalf geconstateerd, maar dat dier vertoonde geen ziekteverschijnselen van MKZ en ook de andere dieren in de stal vertoonden geen verschijnselen van de ziekte, terwijl MKZ juist zeer besmettelijk is. Ook deskundigen hadden daarom hun twijfels.
EU-beleid vereiste echter dat er snel en radicaal geruimd werd bij verdenking van MKZ. In Kootwijkerbroek kwam het tot meerdere confrontaties met de Mobiele Eenheid nadat bewoners (vooral jongeren) van het dorp en omstreken wegblokkades hadden opgezet en medewerkers van de Rijksdienst voor de keuring van Vee en Vlees (RVV) hadden tegengehouden, bedreigd, fysiek aangevallen en gegijzeld. Meerdere voertuigen van de RVV werden in brand gestoken. Ook werden er dode varkens in bomen opgehangen. Ondanks de rellen werden uiteindelijk toch alle 60.000 evenhoevige dieren op 246 bedrijven in het dorp en de omgeving geruimd.
Niet alle boeren konden de acties van hun dorpsgenoten waarderen omdat ze bang waren daardoor gekort te worden op hun compensatie. De predikanten uit Kootwijkerbroek keurden in hun preken de rellen meestal af, wat een enkele keer de dienst verstoorde. Enkele medewerkers van de RVV raakten door de gebeurtenissen in Kootwijkerbroek getraumatiseerd. Enkele mannen die bij de rellen betrokken waren, werden later veroordeeld tot een taakstraf of een voorwaardelijke gevangenisstraf.

### Politieke en culturele uitersten
In Kootwijkerbroek stemt meer dan de helft van de inwoners SGP en is men meestal lid van de Gereformeerde Gemeenten of andere orthodox-protestantse kerken. Kootwijkerbroek en ook Kamperveen en Oosterwolde liggen in de Bijbelgordel. Politiek en cultureel was er daardoor sprake van een grote afstand tussen deze mensen en de progressief liberale D66-minister Laurens Jan Brinkhorst, die EU-beleid uitvoerde. Minister Brinkhorst gaf later toe dat hij niet altijd even tactvol was geweest. Zo had hij bijvoorbeeld gezegd dat boeren geen krokodillentranen moesten huilen en maakte opmerkingen over het geloof van de getroffen boeren uit Kootwijkerbroek.
De ruiming van Kootwijkerbroek vond plaats na Goede Vrijdag. In dezelfde periode maakte de D66-collegaminister van Volksgezondheid de opmerking 'Het is volbracht' omdat de euthanasiewet, aangenomen was. Het conflict kreeg mede hierdoor in de ogen van sommige betrokkenen proporties van kwaad tegen goed; dood tegen het leven; duisternis tegen licht. In 2011 verscheen de film Mannenbroeders van Kootjebroek van documentairemaker Geertjan Lassche. De televisiedocumentaire maakt duidelijk hoe onbegrepen de boeren van Kootwijkerbroek zich tijdens de MKZ-crisis gevoeld hebben. Lassches documentaire won de Gouden Greep 2011, een journalistieke prijs.
Ongevoeliger nog dan de minister was de indruk die de Noord-Ierse Eurocommissaris Byrne wekte bij zijn bezoek aan de Veluwe. Voor Byrne (Gezondheid en Consumentenzaken) was "stamping out", letterlijk uitroeien, de beste oplossing tegen MKZ. Ook Minister Brinkhorst leverde openlijk kritiek op Byrne en op zijn ongevoeligheid. Het bezoek van koningin Beatrix daarentegen maakte wel een goede indruk.

### Strafkortingen
Minister Brinkhorst legde aanvankelijk aan honderden getroffen boeren een strafkorting op op hun compensatie wegens geconstateerde onregelmatigheden op hun boerderij of hun administratie. Enkele boeren die geweld hadden gebruikt of het bestaan van vee hadden verzwegen, werden voor 100% gekort. Dit kwam de minister op veel kritiek van de Tweede Kamer te staan omdat de strafkortingen onterecht of buitensporig zouden zijn. Zo werden boeren gekort omdat het oormerk uit het oor van een koe was gevallen, werd een boer gekort omdat hij per ongeluk een stier als een vrouwtje had geregistreerd en kreeg een andere boer een korting van 100.000 gulden omdat de dwerggeiten van zijn kinderen niet geregistreerd stonden. Verschillende boeren dreigden door de strafkorting failliet te gaan, terwijl minister-president Wim Kok had gezegd dat geen enkele door MKZ getroffen boer failliet zou mogen gaan. Onder druk van de Tweede Kamer verlichtte de minister de strafkorting voor een aantal getroffen boeren.

## Chronologie
- 22 februari 2001: In Engeland wordt MKZ geconstateerd bij varkens in een slachthuis; Nederland neemt maatregelen tegen vee en vlees dat de laatste weken in Nederland vanuit het Verenigd Koninkrijk is ingevoerd. Dezelfde dag vertrekt een transport kalveren, bestemd voor Nederland, uit Ierland.
- 23 februari 2001: Bovengenoemde kalveren maken een tussenstop in Mayenne, waar ook Britse schapen zijn die later MKZ blijken te hebben. In Nederland vinden de eerste ruimingen plaats: het betreft uit het Verenigd Koninkrijk geïmporteerde runderen.
- 24 februari 2001: De kalveren verblijven tijdelijk op een boerderij te Oene, bij Epe, Veluwe.
- 7 maart 2001: Minister Laurens Jan Brinkhorst (D66) verbiedt alle evenementen waar pluimvee of evenhoevigen (eigenlijk alle vee behalve paarden) bij betrokken zijn.
- 13 maart 2001: Vervoersverbod voor alle MKZ-gevoelige dieren vanwege een uitbraak in Frankrijk in Mayenne (waar de kalveren verbleven).
- 15 maart 2001: Op een boerderij in Oene, waar kalveren van het bovengenoemde transport zijn, zijn verschijnselen van MKZ, maar de laboratoriumtesten laten geen conclusie toe.
- 17 maart 2001: Preventieve ruiming van het vee van deze boerderij. Stand still van 72 uur.
- 18 maart 2001: Vervoersverbod naar slachthuizen opgeheven.
- 20 maart 2001: Verdenking MKZ op een bedrijf in Oene.
- 21 maart 2001: MKZ op een bedrijf in Olst en diezelfde dag ook in het nabijgelegen Welsum.[29] De 60 koeien en 20 schapen worden geruimd, dat wil zeggen: gedood en afgevoerd. Omdat het bedrijf in Oene binnen tien kilometer ligt, wordt dit als besmet beschouwd en ook geruimd. Twee zogenaamde contactbedrijven worden geruimd. Bedrijven binnen een kilometer van de besmette bedrijven worden eveneens geruimd. In heel het land wordt vervoer van vee verboden, en in besmet verklaarde gebieden van alle dierlijke producten. Er wordt alleen ingeënt wanneer het niet lukt alle dieren te ruimen. Ingeënte dieren worden later alsnog gedood.
- 21 t/m 28 maart 2001: 7 uitbraken van MKZ; alle in het vaccinatiegebied Oene.
- 29 maart 2001: MKZ wordt vastgesteld buiten het gebied rond Oene, namelijk in Kootwijkerbroek. Er wordt door betrokkenen heftig geprotesteerd, omdat de ene test die dit uit zou moeten wijzen niet vertrouwd wordt. Herhaling van de test wordt geweigerd; tien jaar later komt aan het licht dat deze test wel degelijk herhaald is en toen negatief uitviel. De ME wordt gestuurd om de orde te herstellen. De eigenaar van het kalfje verlaat Kootwijkerbroek.[30]
- 29 maart tot 10 april 2001: twaalf MKZ-uitbraken in vaccinatiegebied Oene.
- 11 april 2001: Nederland is opgedeeld in zes compartimenten. Bijvoorbeeld veewagens van het ene gebied mogen niet in het andere komen.
- 11 april 2001: Tweede uitbraak buiten gebied Oene: in gebied Ee.
- 11/12 april 2001: Drie uitbraken in gebied Oene; en een tweede in gebied Ee.
- 20 april 2001: Vanwege de heersende MKZ moeten alle evenhoevigen in de vaccinatiegebieden Noord-Veluwe en Kootwijkerbroek worden “geruimd”. De dieren worden ingeënt, en moeten daarna binnen twee weken worden gedood. Vervoer van vee het gebied uit wordt verboden, militairen zetten wachtposten op bij de toegangswegen tot de driehoek Apeldoorn-Zwolle-Deventer.
- 22 april 2001: Laatste uitbraak in gebied Oene.
- 18 mei 2001: Minister Brinkhorst trekt een aantal maatregelen in.
- 26 juni 2001: Officieel einde van de MKZ-crisis. Boerderijen opnieuw bevolkt.

Monumenten ter nagedachtenis aan de epidemie, 2001
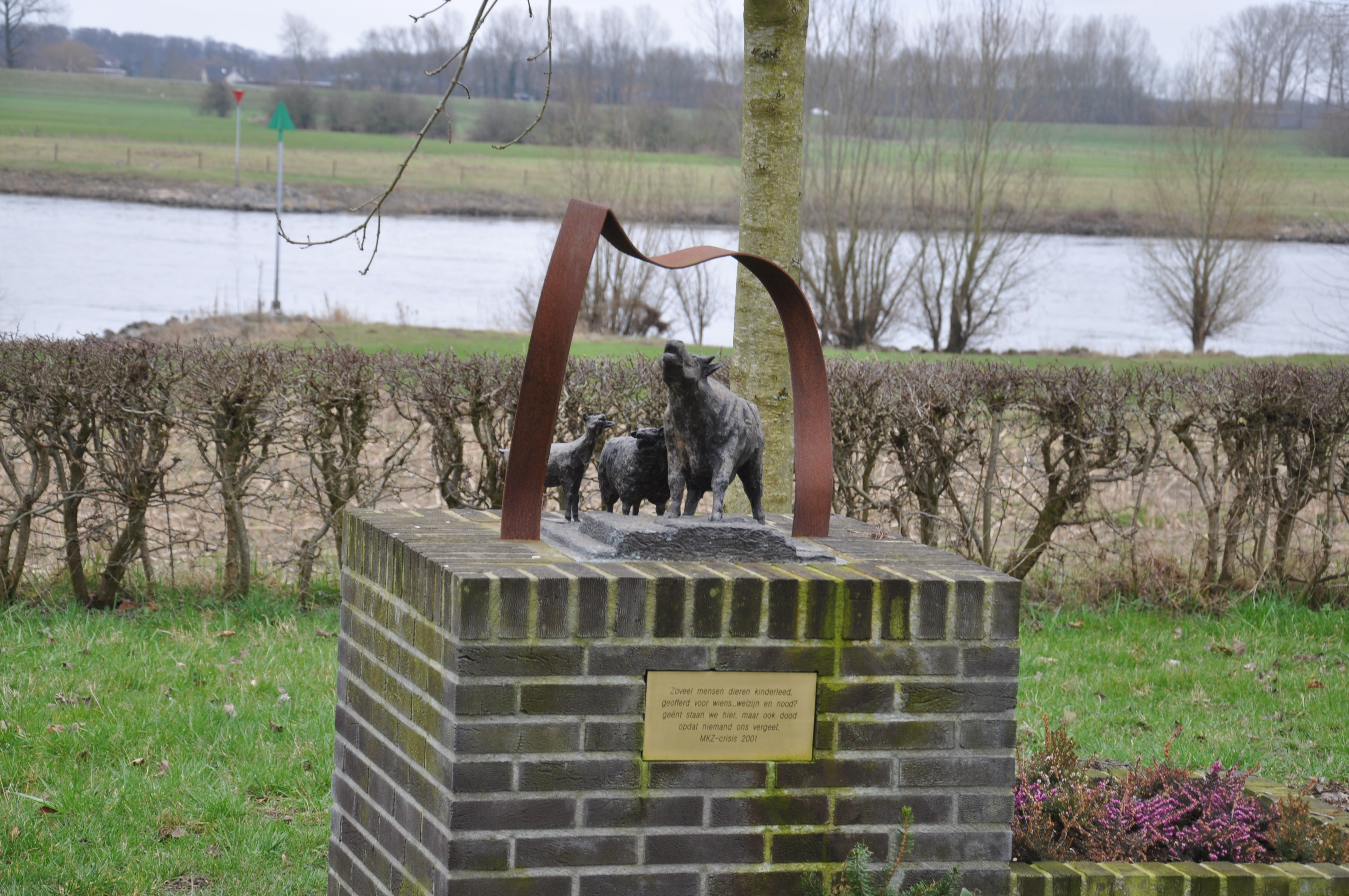
Welsum
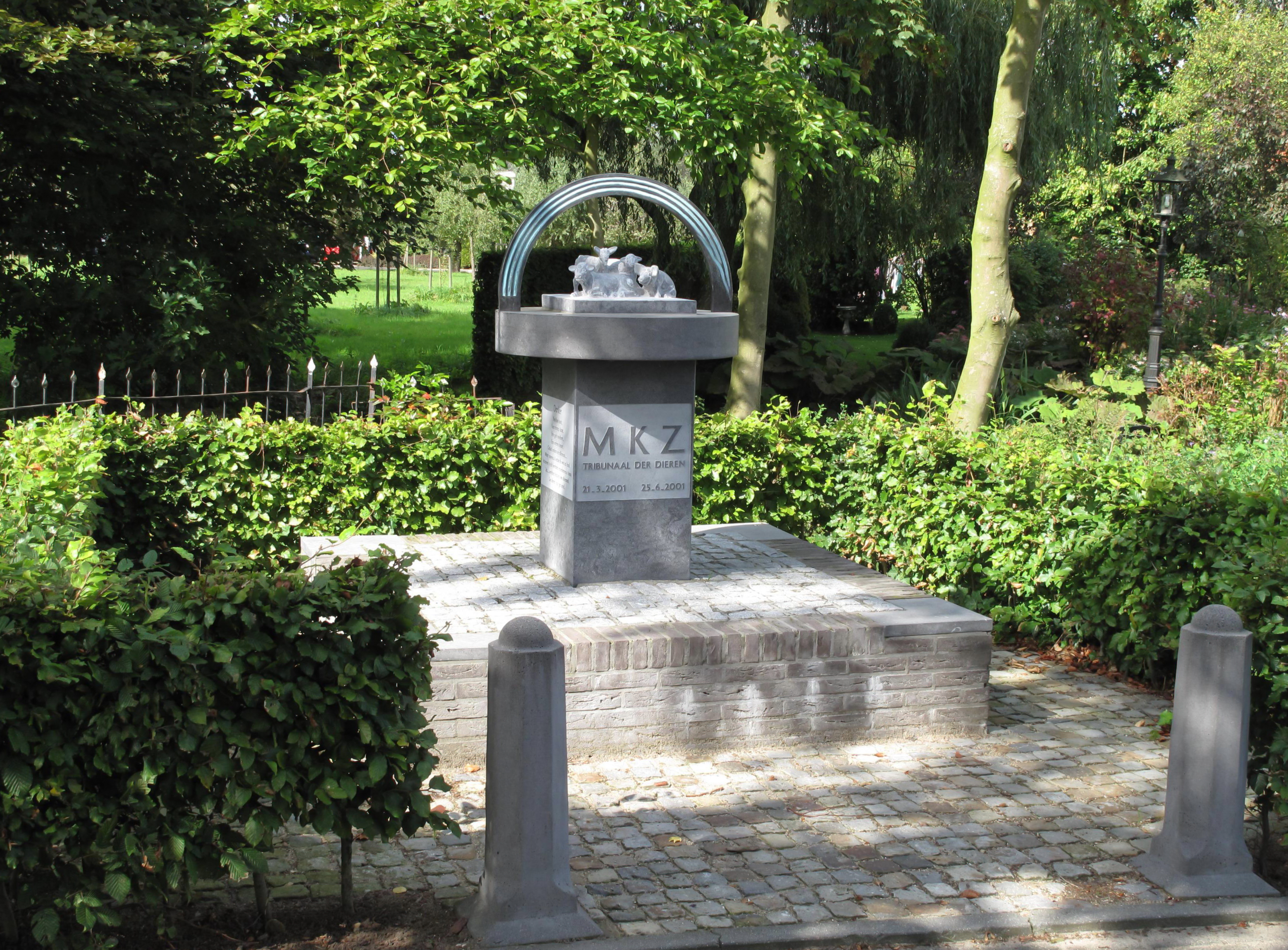
Nijbroek
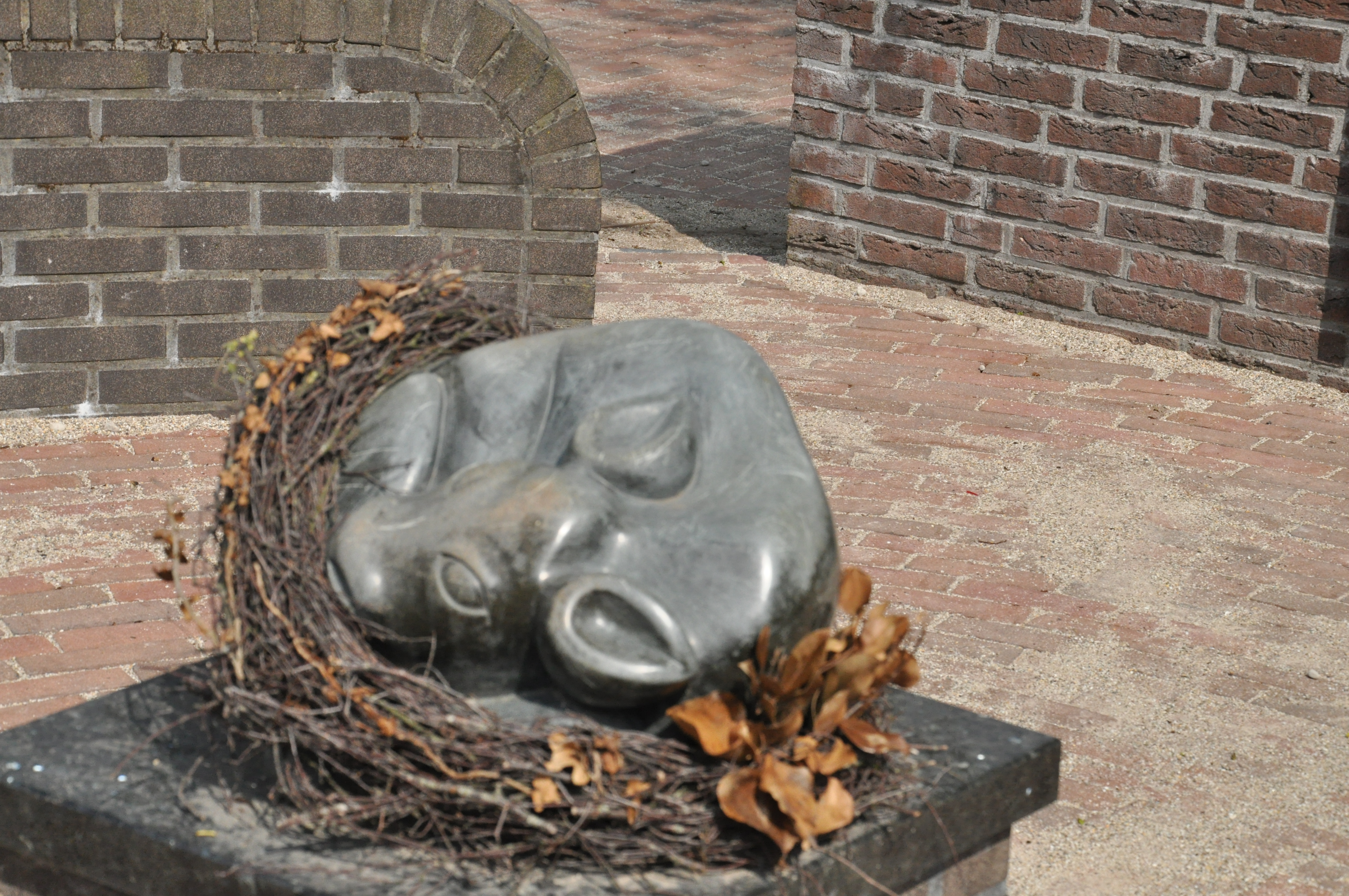
Oene
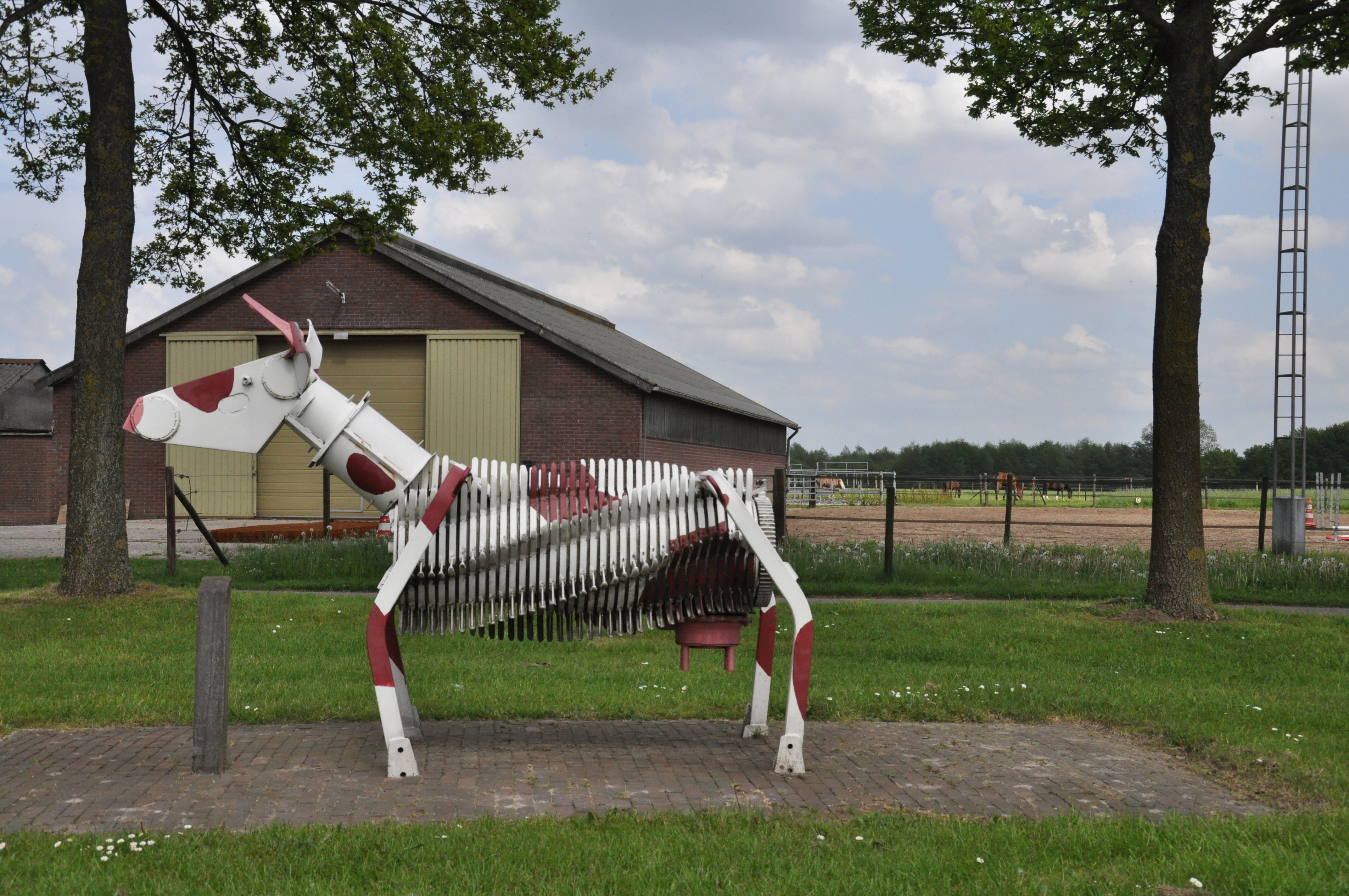
Emst

## Nasleep
Op 26 juni 2001 was in Nederland de crisis ten einde. Melkveebedrijven kregen weer vee in de wei, gekocht van melkboeren die wilden stoppen.
Na de gebeurtenissen in 2001 schaarde de nieuwe Nederlandse regering zich achter de toenemende roep om inenten mogelijk te maken. In 2003 maakte de EU noodvaccinatie mogelijk; gevaccineerde gezonde dieren hoeven niet meer gedood te worden. Het vaccin werkt echter pas na een week. Aan de Landbouwuniversiteit te Wageningen werd gewerkt aan een methode om antistoffen te kunnen toedienen, wat veel sneller bescherming biedt. Gevaccineerde, gezonde dieren mogen gewoon in leven blijven. Door nieuwe DNA(RNA)-technieken zal veel eerder zekerheid verkregen worden. Ruimen zou nodig blijven, maar op kleinere schaal. Ook is het sinds 2003 verboden om varkens vleesresten te voeren.
Verdere chronologie:
- 2001: WOB-verzoek wordt door het ministerie geweigerd, vervolgens op bevel van de rechter toch ter inzage gegeven, maar geheel onleesbaar gemaakt; deze gang van zaken herhaalt zich hierna enkele malen.
- 22 juli 2002: Nieuwe regering zonder D66; opvolger is de CDA'er Cees Veerman. Deze trekt de strafkorting op de financiële compensatie in. Diverse complottheorieën doen sindsdien de ronde.
- 1 april 2003: Brief minister Veerman aan Tweede Kamer. Hij twijfelt niet aan de diagnose MKZ te Kootwijkerbroek. Het is niet gelukt het eens te worden over inzage van gegevens, dan wel een onafhankelijke commissie.
- 12 juni 2003: Een nieuwe EU-richtlijn wordt van kracht. Voortaan wordt noodvaccinatie toegestaan bij een nieuwe uitbraak. Gevaccineerde dieren mogen in principe blijven leven.
- 2004: Kortgedingrechter Zwolle: Eis veehouders dat ID-Lelystad gegevens ter inzage moet geven, wordt afgewezen.
- 2005-2006: Rechtbank wijst nogmaals WOB-verzoek toe.
- 2006: Europese Hof van justitie stelt eisers in het gelijk.
- 6 augustus 2007: In Engeland is opnieuw MKZ uitgebroken; het virus is ontsnapt uit een laboratorium. Er worden maatregelen genomen, onder meer wordt een grote hoeveelheid vaccins aangeschaft. De ziekte slaat niet over naar Nederland.
- 2008: De rechter van het College van Beroep voor het bedrijfsleven spreekt uit dat het ministerie zijn positie moet bewijzen.
- 2008: Het College van beroep vernietigt het ruimingsbevel. Het ministerie wordt verplicht de onderliggende labuitslagen ter inzage te geven.
- 2009: WOB-verzoek opnieuw toegewezen; rechtbank spreekt uit dat de minister wel over het tweede blad van de uitslag beschikt.
- 2011: Brief Tweede Kamer; minister blijft bij zijn/haar standpunt.
- Juli 2014: Hoorzitting voor zowel de veehouders uit Kootwijkerbroek als uit Kamperveen (Oosterwolde).
- September 2014: De rechter van het College van Beroep voor het bedrijfsleven (CBb) heropent de zaak over de ruiming in Kootwijkerbroek; hij wil dat uitgelegd wordt wanneer een test positief wordt genoemd en wanneer negatief. De geraadpleegde deskundigen zijn hierover niet unaniem.
- Oktober 2014: De rechter van het CBb heropent onderzoek Kootwijkerbroek: een WOB-aanvraag wordt toegewezen.[33][34][35]
- Februari 2015: Verhoren door het CBb in Den Haag over de rechtmatigheid van de beslissingen in de zaak Kamperveen (Oosterwolde). Hier was bij één dier een positieve antistoffenbepaling gevonden, maar geen virus aangetoond; er zijn vervolgens vijftien bedrijven in Kamperveen geruimd.[36]
- April 2015: MKZ nadert de grens van Europa (Balkan), zo waarschuwt het Amerikaanse landbouwtoezicht, de FAO.[37] Het virus werd de laatste jaren waargenomen in delen van Afrika, Azië, het Midden-Oosten, Azië en Zuid-Amerika.
- 30 april 2015: Nieuwe hoorzitting Kootwijkerbroek.[38]
- Juni 2015: Uitspraak CBb inzake Kamperveen: het eindvonnis luidt dat de ruiming rechtmatig is en de protocollen goed zijn gevolgd.[39]
- 2016: Het CBb voegt de drie resterende zaken (Kootwijkerbroek) samen tot één en vraagt van ministerie en veehouders om deskundigen te noemen voor een nieuw deskundigenonderzoek.
- 2019: Commissie van deskundigen concludeert dat niet meer kan worden vastgesteld of er wel of niet MKZ in Kootwijkerbroek was in 2001
- 7 januari 2020: Het College van het Beroep voor het Bedrijfsleven oordeelt dat de ruimingen in Kootwijkerbroek terecht waren.[17][18]